# Heliotropium anderssonii
Heliotropium anderssonii är en strävbladig växtart som beskrevs av Robinson. Heliotropium anderssonii ingår i Heliotropsläktet som ingår i familjen strävbladiga växter. Inga underarter finns listade i Catalogue of Life.